# Ummidia Quadratilla
Ummidia Quadratilla (* um 28; † 107 wahrscheinlich in Rom) war Angehörige der gens Ummidia, eines römischen Adelsgeschlechtes aus Casinum, das im 1. und 2. Jahrhundert n. Chr. einige Senatoren und Konsuln stellte. Sie selbst ist vor allem für ihre private Theatergruppe in Rom bekannt, durch deren öffentliche Auftritte sie große Beliebtheit bei der Bevölkerung erlangte. Daneben engagierte sie sich in der Heimatstadt ihrer Familie, wo sie mit einem Tempel, einem Amphitheater sowie der Restauration eines Theaters mehrere umfangreiche Bauvorhaben finanzierte und möglicherweise ihr Mausoleum errichten ließ. Früh verwitwet, übernahm sie die Erziehung ihres Enkels Gaius Ummidius Quadratus; die weiteren Details ihres Stammbaumes sind aber noch sehr unklar.
In einem Brief Plinius’ des Jüngeren erscheint Ummidia Quadratilla als resolute Witwe und Matriarchin und wird mit dem nahezu majestätischen Titel „princeps femina“ bedacht. Gleichzeitig übt der Autor jedoch einige Kritik, besonders an ihrem mondänen Lebensstil und ihren nicht standesgemäßen Interessen. Insgesamt zeichnete sich Ummidia durch enormen Reichtum und „gesellschaftliche Prominenz“ aus; Mauriz Schuster nennt sie in der Realencyclopädie der classischen Altertumswissenschaft ein „Weib von Eigenart und überdurchschnittlicher Bedeutung“.

## Bericht Plinius’ des Jüngeren
Plinius der Jüngere beschreibt Ummidia Quadratilla in einer seiner Epistulae (Briefe) (Buch VII, Brief 24), die anlässlich ihres Todes geschrieben wurde. Plinius selbst war ein Freund ihres Enkels Gaius Ummidius Quadratus (Suffektkonsul 118) und stellt diesen stets außerordentlich positiv dar. Der Text zu Ummidia Quadratilla wurde zusammen mit dem siebten Buch der Epistulae von Theodor Mommsen auf das Jahr 107 datiert. Der Empfänger ist Rosianus Geminus, an den Plinius insgesamt sechs Briefe geschrieben hat und der hier nur mit Geminus angeredet wird. In den Handschriften finden sich (wohl durch Abschreibefehler) neben Ummidia noch die Namensvarianten Valmidia, Ommidia, Commidia, Numidia und Vimidia.
Der Brief beginnt mit einer unüblich sachlichen Einleitung über Ummidias Tod: Die ersten Worte (abgesehen vom Gruß an Rosianus) sind ihr vollständiger Name in Nominalform, sodass diese Passage in ihrem Stil an eine öffentliche Inschrift erinnert („Ummidia Quadratilla ist im Alter von fast 80 Jahren gestorben […]“). Im weiteren Verlauf zeichnet Plinius jedoch ein lebhaftes Bild Ummidias als kulturbeflissene, rüstige und für ihr Alter erstaunlich aktive Frau, die eine große Vorliebe für ihre Theatergruppe an den Tag gelegt und einen mondänen Lebensstil gepflegt habe. Der Brief ist die einzige Stelle in Plinius’ Werk, in der auf die Physis einer Frau genauer eingegangen wird. Auch die Vorstellung einer Frau, die ein eigenständiges (und laut Plinius gerechtes) Testament in einer sehr von Männern dominierten Welt durchsetzen kann, ist untypisch.
Obwohl er Ummidia also sehr wohlwollend beurteilt, lässt Plinius auch feinfühlig Kritik durchscheinen, besonders an ihrer übermäßigen und als nicht standesgemäß empfundenen Vorliebe für die Schauspieler und das Glücksspiel. A. N. Sherwin-White sieht in diesem im Brief beschriebenen Lebensstil der alten Dame ein Relikt der julisch-claudischen Epoche, das im Gegensatz zur zunehmenden Sittenstrenge der Oberschicht ab der flavischen Zeit als anstößig empfunden worden sei. Plinius geht also durchaus auf die Schwächen Ummidias ein, betreibt aber durch seine Darstellungsweise gleichzeitig eine gezielte Leserlenkung, sodass auch diese Charaktereigenschaften als Stärken erscheinen – diese geschickte positive Darstellung an sich als negativ angesehener Eigenschaften ist in seinem Werk einzigartig. Für Plinius war die Darstellung der Rechtschaffenheit Ummidias und besonders ihres Enkels Gaius sicher auch von persönlicher Bedeutung, da er dessen Lehrer war.
Gerade Gaius und sein Verhältnis zu Ummidia behandelt er recht ausführlich. Obwohl der Enkel von seiner lebensfrohen Großmutter streng erzogen worden sei, habe er sich folgsam und brav verhalten und sei ihren moralisch zweifelhaften Beschäftigungen ferngeblieben. Sie wiederum habe Plinius selbst als seinen Lehrer engagiert. Als Grund für den Brief wird angegeben, dass der Empfänger, Rosianus Geminus, stets an Neuigkeiten sowie geschehenen Begebenheiten interessiert sei und die Briefform für den Autor selbst eine Gelegenheit darstelle, das Geschehene noch einmal zu reflektieren. Es wird außerdem vermutet, dass dieser gleichzeitig Ummidia seinem Protegé Geminus in pädagogischer Absicht als vorbildhafte Persönlichkeit vorstellen wollte.

## Leben und Familie

### Abstammung und Biographie
Das Geburtsjahr der Ummidia Quadratilla (etwas vor 30 n. Chr.) lässt sich aus der (107 niedergeschriebenen, siehe oben) Information Plinius’ des Jüngeren erschließen, sie sei mit fast 80 Jahren gestorben. Ummidias Vater war Gaius Ummidius Durmius Quadratus, der um 40 n. Chr. Suffektkonsul und im sechsten Jahrzehnt n. Chr. Statthalter der Provinz Syria war. Gelegentlich wird er auch als ihr Bruder bezeichnet; allerdings wurde er 12 v. Chr., also etwa 42 Jahre vor seiner angeblichen Schwester, geboren. In Inschriften wird Ummidia zudem als C. f., also Caī filia („Tochter des Gaius“), bezeichnet. Als Mutter der Ummidia Quadratilla wird eine sonst nicht bekannte Sallustia angenommen, weil ein mutmaßlicher Bruder Ummidias auf einer Inschrift vom Augustusforum (AE 1934, 153) „C. Ummidius Sall[ustius]“ genannt wird. Die Familie Ummidias stammte aus Casinum, dem heutigen Cassino, das deshalb oft als ihre Heimatstadt angegeben wird; ob sie jedoch dort oder in Rom geboren wurde, ist nicht bekannt.

Eine Inschrift, die im Theater von Casinum gefunden wurde, nennt eine Ummidia Quadratilla Asconia Secunda, die dort als „Tochter des Gaius“ bezeichnet wird. Dabei könnte es sich um die gleiche Person wie in den Briefen des Plinius handeln, aber auch um eine sonst nicht bekannte (Halb-)Schwester oder gar ein Mitglied eines anderen Familienzweiges.
Auf die Biographie der Ummidia Quadratilla lassen sich aus den Quellen nur wenige Rückschlüsse ziehen. Dass sie persönlich die Unterhaltung der Gäste bei Abendgesellschaften übernahm, deutet darauf hin, dass sie gegen Ende ihres Lebens verwitwet oder geschieden war, da sich verheiratete Frauen im Alten Rom meist nicht aktiv an Veranstaltungen in ihrem Haus beteiligen oder diese sogar ausrichten konnten. Aus dem Fund einer Inschrift, die Ummidias Namen trägt (CIL 15, 7567), wurde geschlossen, dass sich ihr Palast in der 12. Region im Osten des Aventins befand. Plinius der Jüngere spricht von einer „letzten Krankheit“, die als Todesursache in Betracht kommt, da sie Ummidia erheblich geschwächt haben soll.

### Testament und Nachkommen
Überliefert ist der Inhalt des Testaments der Ummidia Quadratilla, in dem sie ein Drittel ihres Vermögens ihrer Enkelin und zwei Drittel ihrem Enkel Gaius vermachte. Die Erbschaft umfasste unter anderem die luxuriöse Villa auf dem Aventin, in der Plinius zufolge ehemals der Jurist Gaius Cassius Longinus gewohnt und die Ummidia um 80 n. Chr. erworben oder geerbt hatte. Nun fiel sie dem Enkel zu, der das Gebäude in der darauffolgenden Zeit bewohnte. Plinius lobt diese als weise und ehrenvoll empfundene testamentarische Aufteilung ihres Besitzes und freut sich für seinen Freund, den Enkel und Haupterben Gaius.
Es ist nicht bekannt, wie viele Kinder Ummidia Quadratilla hatte und ob ihre beiden bekannten Enkelkinder dieselben Eltern hatten. Dass es sich bei diesen aber tatsächlich um ihre direkten Nachfahren und nicht beispielsweise um ihre Großneffen handelt, lässt sich daraus ersehen, dass Plinius das hier benutzte lateinische „nepos“ in seinen Texten immer in seiner engsten Bedeutung „Enkel“ verwendet. Laut Plinius war Ummidia für die Erziehung des Gaius verantwortlich, möglicherweise wohnten die beiden Enkelkinder sogar bis zu ihrem Tod bei ihr. Es ist also zu vermuten, dass zumindest ihre Väter bereits früh verstorben waren. Zum Zeitpunkt von Ummidias Tod war wohl keiner aus der Generation ihrer Kinder noch am Leben, da derjenige sonst bei der testamentarischen Aufteilung berücksichtigt worden wäre.

### Versuch einer Rekonstruktion des Stammbaumes
Einen Hinweis auf den möglichen (Schwieger-)Sohn der Ummidia Quadratilla liefert ein Inschriftenfragment aus Tomoi. Dort wird der Enkel Gaius nämlich als „C[aius] Ummidius Quadratus S[...]rius“ bezeichnet (CIL III, 7539). Die nicht erhaltene Stelle wurde unterschiedlich ergänzt, entweder als Sallustius Severus oder als Severus Sertorius bzw. Sertorius Severus. Die zweite Variante ist mittlerweile in der Forschung größtenteils anerkannt. Jedenfalls dürften die beiden ergänzten Wörter der Name von Gaius’ Vater sein.
Für die Verwandtschaft zwischen Gaius Ummidius Quadratus und Ummidia Quadratilla eröffnen sich zwei Möglichkeiten: Entweder handelt es sich bei Ummidia um seine Großmutter mütterlicherseits, sodass ein gewisser Sallustius Severus oder Sertorius Severus deren Tochter geheiratet und mit ihr Gaius gezeugt haben müsste. Möglich ist aber auch eine Verwandtschaft auf väterlicher Seite: Severus wäre demnach selbst ein Kind der Ummidia, was dann einen Hinweis darauf gäbe, dass deren Ehemann den Namen Sertorius oder Sallustius trug.
In beiden Fällen müsste ihr Enkel Gaius als Sohn eines Severus dem römischen Brauch entsprechend eigentlich ebenfalls diesen Namen tragen. Daraus, dass er ihn nur in Ausnahmefällen (nämlich auf der Inschrift aus Tomoi) nutzte und meistens lediglich als Ummidius Quadratus auftrat, lässt sich schließen, dass er von einem Träger oder einer Trägerin letzteren Namens adoptiert wurde. Nahe liegt, dies mit Ummidia Quadratilla selbst und ihrer großen Rolle bei seiner Erziehung (wohl nach dem frühen Tod des Vaters) in Verbindung zu bringen. Dieser Theorie zufolge wurde Gaius Ummidius Quadratus nach dem frühen Tod seiner Eltern von seiner Großmutter adoptiert und nahm die Namen ihrer Familie als seine Hauptnamen an, während er die seines Vaters nur noch ausnahmsweise angab.
In der Forschung wurde der Versuch gemacht, Sertorius Severus beziehungsweise Sallustius Severus prosopographisch einzuordnen. Er könnte insbesondere zur Familie von Lucius Catilius Severus Iulianus Claudius Reginus, dem Konsul des Jahres 120 n. Chr., gehören, zu dem Gaius Ummidius Quadratus politische Beziehungen hatte. In einem anderen Brief des Plinius wird ein Sertorius Severus erwähnt, der gemeinsam mit Plinius selbst zum Erben einer Pomponia Galla eingesetzt worden war. Der Versuch, in diesem Mann den Ehepartner von Ummidia zu sehen und damit eine direkte Beziehung zwischen dieser und Plinius aufzubauen, bleibt aber rein spekulativ.

## Pantomimengruppe
Plinius stellt Ummidia als lebensfrohe Frau dar, die das Brettspiel (lusus calculorum) und Darstellungen von Pantomimen liebe und sich damit die viele Zeit vertreibe, die sie aufgrund der geringeren Entfaltungsmöglichkeiten ihres Geschlechts habe. Tatsächlich waren Frauen ihres Standes (matronae) in der römischen Wirtschaft und besonders in der Politik stark eingeschränkt. Ihren Enkel habe Quadratilla jedoch in seiner Jugend nie an den Aufführungen ihrer privaten Theatergruppe teilnehmen lassen, sondern ihn weggeschickt, sobald diese begannen. Plinius vermutet, dass dies „weniger aus Liebe als aus Scheu vor seiner Jugend“ geschehen sei. Vorführungen von Pantomimen konnten sexuell explizite Inhalte haben und galten in jedem Fall als unsittlich. Ummidias Schauspieler spielten allerdings nicht nur zu deren privatem Vergnügen, sondern traten auch öffentlich auf und galten als Statussymbol. Von ihnen rührte Plinius zufolge die enorme Beliebtheit der Herrin in der Öffentlichkeit her.

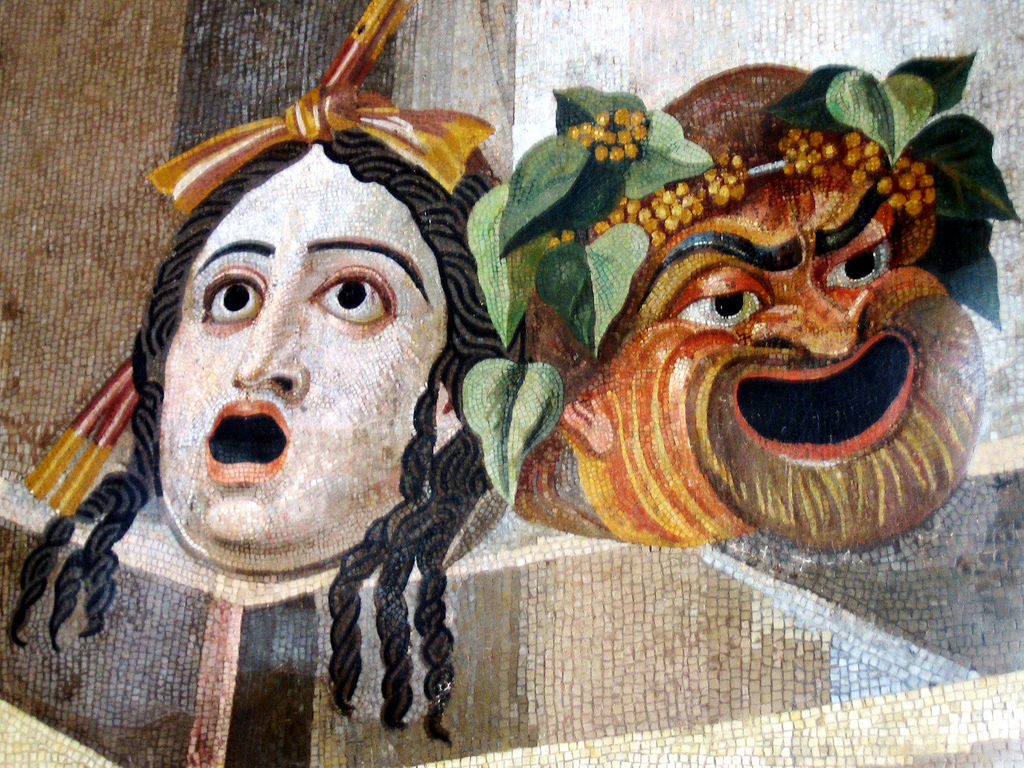
Ein römischer Pantomimus trat alleine auf und spielte alle Rollen eines Stückes, die sich nur durch die dabei getragenen Masken (hier aus der Villa Adriana) unterschieden.

In seinem Brief beschreibt Plinius eine Begebenheit, die sich in den letzten Lebensjahren Ummidias abgespielt haben muss:

„Bei den letzten Priesterspielen [ludi pontificales] waren Pantomimen zum Wettstreit angetreten. Als ich zusammen mit [Gaius Ummidius] Quadratus das Theater verließ, sagte er zu mir: „Weißt du eigentlich, daß ich heute zum ersten Male den Freigelassenen meiner Großmutter habe tanzen sehen?“ So der Enkel. Und dabei rannten doch weiß Gott wildfremde Menschen der Quadratilla zu Ehren – entschuldige, „zu Ehren“ hätte ich nicht sagen sollen – aus purer Schmeichelei ins Theater, sprangen auf, klatschten, staunten und machten dann singend der Dame jede einzelne Geste noch einmal vor. Jetzt werden diese Leute ganz kümmerliche Legate als Honorar für ihre Mitwirkung im Theater erhalten – von dem Erben, der sie nicht zu sehen bekam.“

Diese Übersetzung nimmt eindeutig Stellung, wenn „alienissimi“ an dieser Stelle mit „wildfremde Menschen“ übersetzt wird. In Wirklichkeit werden die hier dargestellten Schmeichler von der Forschung unterschiedlich interpretiert, auch wenn „wildfremd“ eine mögliche Übersetzung ist. Jacqueline Carlon hält sie jedoch für Schauspieler der Ummidia, die nach ihren einzelnen Auftritten gemeinsam auf die Bühne gekommen seien, um ihre Besitzerin zu ehren. Das Wort „alienissimi“ interpretiert sie nicht als „wildfremd“, sondern als „befremdlich“ und sieht darin einen Versuch seitens Plinius, eine innere Distanz zwischen dem Ehrenmann Gaius Ummidius Quadratus und den unehrenhaften Schauspielern zu betonen. Betty Radice denkt bei den „alienissimi“ an von Ummidia bezahlte Claqueure. Emily Hemelrijk stimmt dem nicht zu und sieht in dieser Stelle tatsächlich ein Indiz für die Beliebtheit Ummidias bei der „wildfremden“ Bevölkerung. Suzanne Dixon wiederum geht davon aus, dass Ummidia von Erbschleichern heimgesucht worden sei, wobei sie vermutlich auf diese Stelle Bezug nimmt. Mauriz Schuster hat eine völlig abweichende Interpretation vorgeschlagen: Die bereits im Sterben liegende Großmutter habe dem Auftritt ihrer Pantomimen nicht mehr persönlich beiwohnen können und deshalb entgegen der sonstigen Gewohnheit zum ersten Mal ihren Enkel ins Theater geschickt, damit er ihr Bericht erstatten könne. Die begeisterte Menge jedoch sei zu ihr nach Hause gelaufen und habe die Gebärden der Pantomimen dort imitiert, um ihr Ersatz für den entgangenen Genuss zu bieten und sich zu bedanken. Plinius habe mit dem letzten Satz ausdrücken wollen, dass sich der Enkel bei diesen Menschen zwar erkenntlich zeigen, sie aber nicht zu reich belohnen solle.
Der Schauspieler „C. Ummidius Actius Anicetus Pantomimus“, der durch eine Inschrift (CIL 10, 1946) aus Puteoli bekannt ist, war möglicherweise als Pantomime Mitglied von Ummidias Theatergruppe und nahm deshalb die Familiennamen seiner Herrin an. Umstritten ist jedoch, ob er, wie Hermann Dessau und James L. Franklin Jr. annehmen, mit dem gleichnamigen Schauspieler identisch ist, nach dem ein Haus in Pompeji benannt ist und an den viele Inschriften aus dieser Stadt gerichtet sind.

## Euergetismus
Obwohl Ummidia Quadratilla zumindest in ihren letzten Lebensjahrzehnten hauptsächlich in Rom lebte, trat sie auch als Wohltäterin (Euergetin) für ihre mutmaßliche Heimatstadt Casinum in Erscheinung. Die Quellenlage hierzu ist lückenhaft, dennoch machen Inschriften das Ausmaß ihres Euergetismus deutlich.

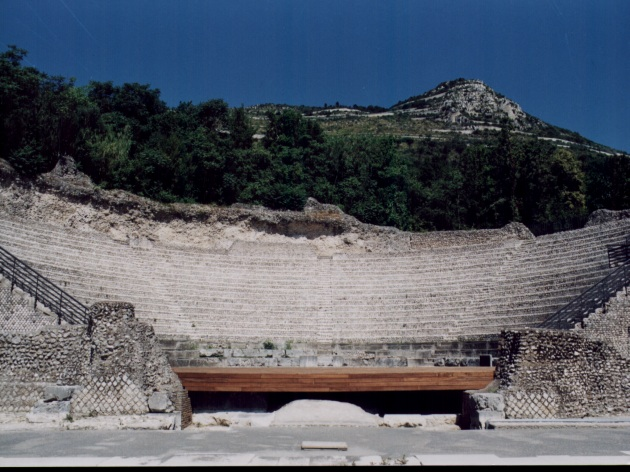
Das städtische Theater von Casinum, das Ummidia instand setzen ließ

### Epigraphischer Befund
Eine viel zitierte Inschrift kündet davon, dass Ummidia in Casinum auf eigene Kosten ein Amphitheater und einen Tempel errichten ließ, wofür sie öffentlich geehrt wurde (CIL 10, 5183). Der Text lautet: Ummidia C(ai) f(ilia) / Quadratilla / amphitheatrum et / templum Casinatibus / sua pecunia fecit („Ummidia Quadratilla, Tochter des Gaius, hat den Einwohnern von Casinum ein Amphitheater und einen Tempel aus eigenen Mitteln errichtet“). Einige Wissenschaftler datieren das Amphitheater von Casinum allerdings in eine frühere Epoche (späte Republik oder frühe Kaiserzeit), sodass es sich bei den von Ummidia finanzierten Baumaßnahmen höchstens um umfangreiche Reparaturen handeln könne.
Einer anderen Inschrift zufolge ließ sie zu Ehren beziehungsweise in Nachfolge ihres Vaters das städtische Theater wieder instand setzen und Feierlichkeiten für die Bevölkerung ausrichten. Der Text ist nur bruchstückhaft erhalten, sodass die Ergänzungen sehr unsicher sind. Maurizio Fora hat folgende Lesart vorgeschlagen: [Ummidia C(ai) f(ilia) Qu]adrati[lla theatr]um / [impensis? patri]s sui [exornatum? vetus]tate / [collapsum Casinatibus su]a pec(unia) [res]titu[it et ob dedica]tionem / [decurionibus et popu]lo et [m]ulier[ibus epulum] dedit („Ummidia Quadratilla, Tochter des Gaius, hat den Einwohnern von Casinum das Theater, das von ihrem Vater [prunkvoll ausgeschmückt?] worden war und wegen seines Alters zerfiel, aus eigenen Mitteln wieder hergestellt und zur Einweihung für die Dekurionen, das Volk und die Frauen ein Festmahl ausgerichtet.“)
Vor dem Haupteingang dieses Theaters wurde die Kalksteininschrift gefunden, die eine Ummidia Quadratilla Asconia Secunda nennt (siehe oben). Da sie außer dem Namen keinen Inhalt hat, bleiben alle Versuche, sie auf die Reparatur oder Erbauung des Theaters zu beziehen, bloße Spekulation. Auch eine weitere Inschrift aus Rom, die Ummidia Quadratilla nennt (CIL 06, 28526), beinhaltet keine nennenswerten weiteren Informationen.

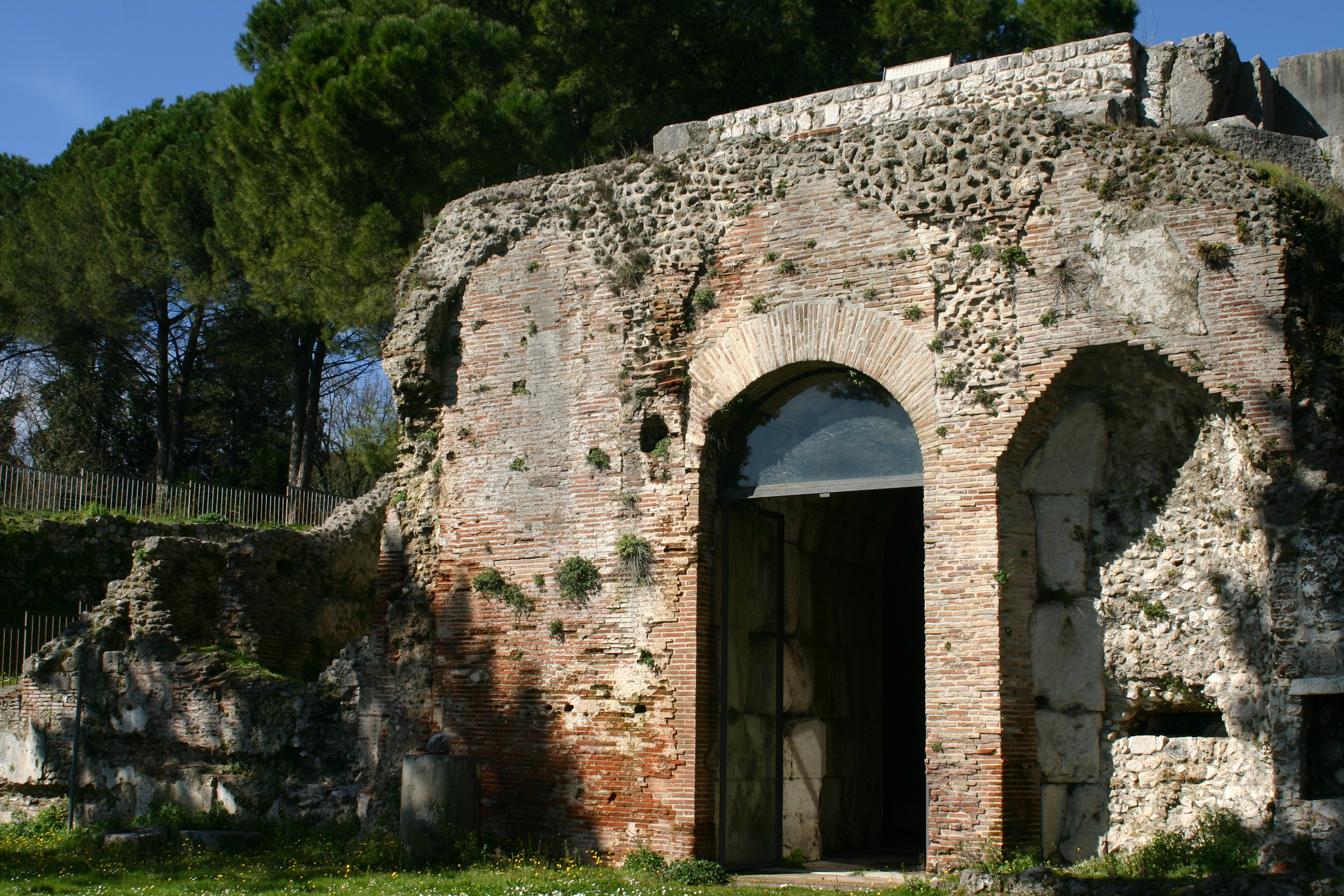
Das mutmaßliche Mausoleum der Ummidia Quadratilla in Casinum

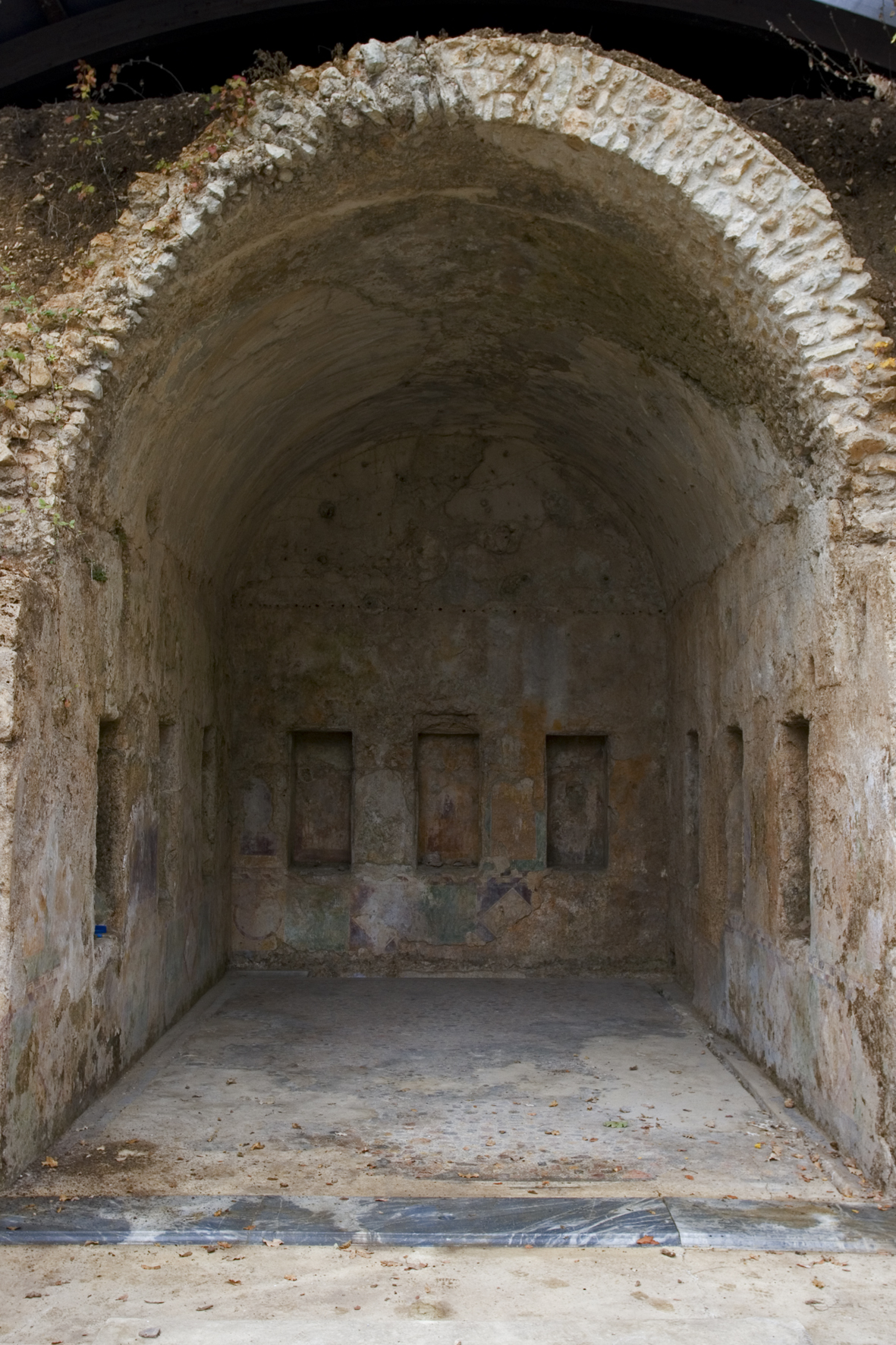
Das Ninfeo Ponari in Casinum

### Archäologische und historische Interpretation
In Casinum existieren noch heute südwestlich der Innenstadt Überreste des Amphitheaters und des Theaters. Bei letzterem lässt sich erkennen, dass das Bauwerk in der zweiten Hälfte des ersten nachchristlichen Jahrhunderts renoviert wurde. Insbesondere die ursprünglich geradlinig angelegte Skene wurde damals mit einer leichten Krümmung neugebaut. Dies steht wohl in Verbindung mit den Baumaßnahmen, derer sich Ummidia rühmt. Frank Sear vermutet, dass auch der Marmorboden im Zuge dieser Stiftungen entstand.
In Casinum befindet sich ein sogenanntes „Mausoleum der Ummidia Quadratilla“, wobei nicht sicher ist, ob diese tatsächlich in dem Bauwerk begraben wurde. Dafür spricht neben der geographischen Nähe des Grabmals zu den anderen genannten Gebäuden auch die Tatsache, dass es – sehr außergewöhnlich im Römischen Reich – innerhalb der Stadtmauern errichtet wurde und daher einer wichtigen Person oder Familie gehören musste. Trotzdem bezweifelt Filippo Coarelli, dass es überhaupt eine Verbindung zur Familie der Ummidii aufweist. Auch das ebenfalls in der Nähe dieses Baukomplexes aus Theater, Amphitheater, Tempel und Mausoleum gefundene luxuriöse Brunnengebäude (Nymphäum) eines großen römischen Hauses (heute Ninfeo Ponari) wird aufgrund der kunstgeschichtlichen Datierung mit Ummidia oder zumindest ihrer Familie in Verbindung gebracht.
Eugenio Polito sieht in dieser umfassenden Bautätigkeit der Ummidier ein Beispiel dafür, „wie in der frühen Kaiserzeit eine einzelne vornehme Familie ihrem Herkunftsort ihr Siegel aufdrückte, indem sie öffentliche Bauten stiftete und so für sich beanspruchte, und dadurch fast die ganze Stadt zum Familiendenkmal machte“, obwohl beispielsweise Ummidia selbst als Frau keinerlei politische Verantwortung in der lokalen Politik übernehmen konnte. Anna Maria Andermahr geht noch weiter und schließt aus den geringen Entfernungen zwischen den Bauten darauf, „daß ursprünglich das gesamte Areal bis hin zur via Casilina eine zusammenhängende Fläche bildete, die sich im Besitz der Ummidii befand.“ Obwohl dafür keine Quellen vorhanden sind, deuten die vielfältigen Aktivitäten der Ummidii in Casinum definitiv darauf hin, dass sich die in Rom zu Ansehen gekommene Familie weiterhin mit ihrer Heimatstadt verbunden fühlte und Ummidia mit ihrer Wohltätigkeit eine Tradition ihres Geschlechts fortsetzte. In der frühen Kaiserzeit gingen generell Identität und Zusammenhalt vieler Städte verloren, sodass gemeinnützige Stiftungen reicher Bürger nicht mehr wie früher als Dienst an der Gesellschaft angesehen wurden, sondern einzig zur persönlichen Profilierung der wohlhabenden Bewohner dienten. Zumindest ein größerer Grundbesitz der Ummidier im Ort oder dem Umland von Casinum ist also auf jeden Fall anzunehmen, wie auch das Ausmaß der Stiftungen generell auf einen enormen Reichtum der Familie hindeutet. Emily Hemelrijk beispielsweise geht für die Stiftungen Ummidias von vielen Hunderttausend Sesterzen Kosten aus.